# Сопот (Польща)
Со́пот (пол. Sopot польська: [ˈsɔpɔt] ( прослухати); каш. Sopòt або Sopòtë; нім. Zoppotⓘ) — місто на півночі Польщі, на березі Гданської затоки. Частина міської агломерації разом з Гдинею і Гданськом, що має назву Тримісто (пол. Trójmiasto), і має населення близько 1 млн. осіб.
За радянських часів був знаним як місце проведення щорічного фестивалю пісні, куди з'їжджалися виконавці із західних та соціалістичних країн.

## Визначні місця
- У Сопоті розташований найдовший у Європі дерев'яний морський пірс. Його довжина — 515,5 метрів.
- м. Сопот знамените своїм Кривим будинком (пол. Krzywy Dom).

## Демографія
Демографічна структура станом на 31 березня 2011 року:
|          | Загалом | Допрацездатний вік | Працездатний вік | Постпрацездатний вік |
| -------- | ------- | ------------------ | ---------------- | -------------------- |
| Чоловіки | 17901   | 2433               | 12464            | 3004                 |
| Жінки    | 20789   | 2287               | 11638            | 6864                 |
| Разом    | 38690   | 4720               | 24102            | 9868                 |

## Українці в Сопоті

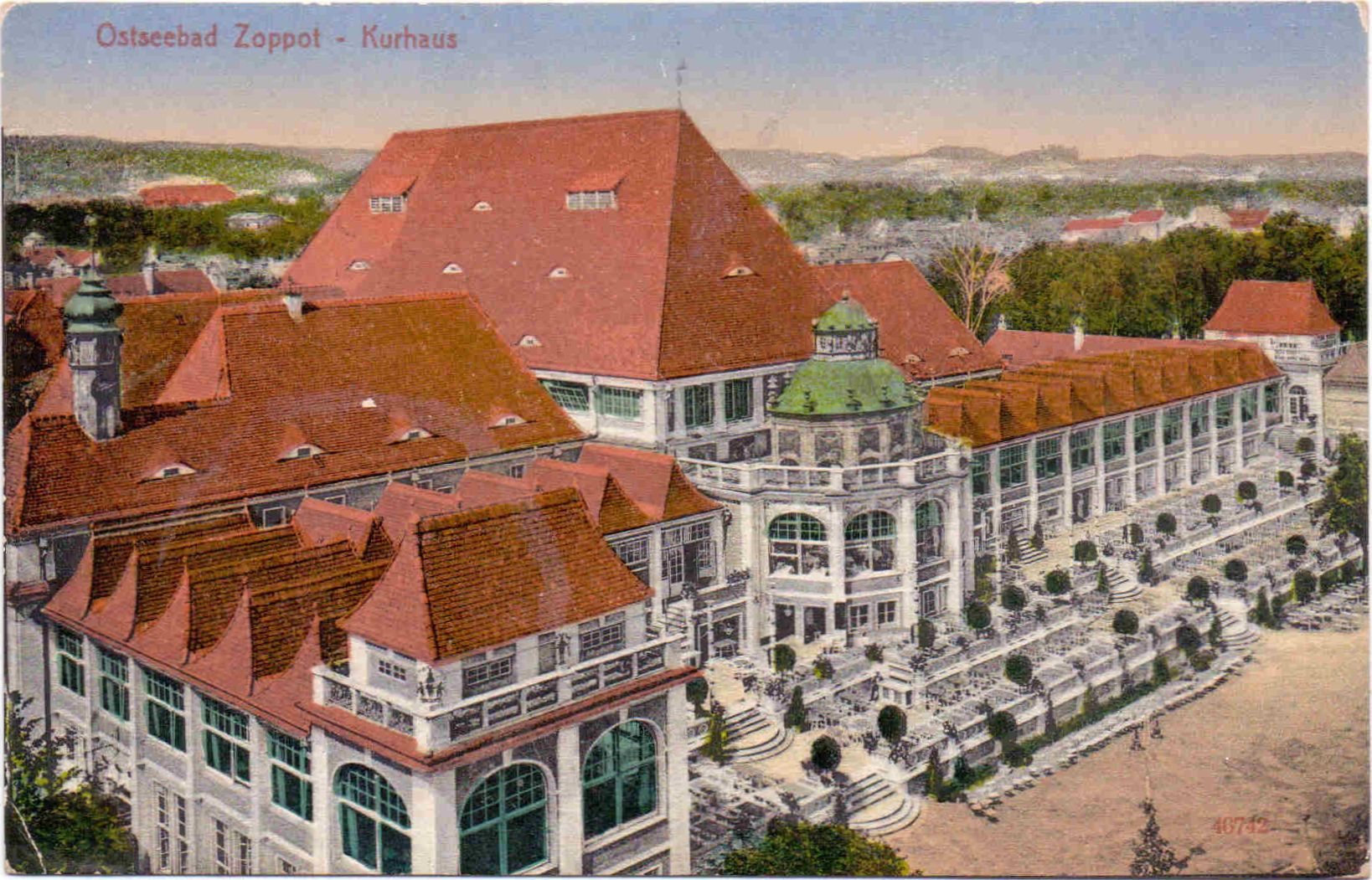
Будинок курорту в Сопоті, поч. ХХ ст.

У період Вільного міста Гданська Сопот не мав своєї власної української громади. Тут мешкали консул УНР К. Павлюк та генерал В. Зелінський (будинок по вул. Kordeckiego 10). 17 лютого 1923 р. у червоній залі будинку Сопотського курорту в рамках благодійного концерту-балу для допомоги українцям емігрантам і студентам, який організував консул К. Павлюк, виступав хор українських студентів гданської Політехніки "Сурма"
1934 р. у Сопоті на великому пірсі організатор замаху на Перацького Микола Лебідь попрощався з А. Фединою та Д. Гнатківською та сів на пароплав «Пройсен», який відпливав до Свиномюнде.
З 1942 р. у Гданську та Сопоті з’явилися примусові працівники з під-радянської України, тоді виникла загроза що щупла студентська спільнота розчиниться в робітничій масі. Взимку 1942-43 рр., реагуючи на цю ситуацію, «Основа» згрупувала усіх інтелігентів з вищою освітою в «Кружок прихильників Основи». 15 (за іншими даними 17) січня 1943 р. в будинку сопотського готелю Kaiserhoff (у спогадах данцигерів – Zoppoter Ratsstuben) на колишній вул. Seestrasse 23 – сучасна вул. Bohaterów Monte Cassino 39) відбулася перша зустріч «Кружка прихильників Основи». Закінчилися сходини у театрі в Сопоті (червона зала будинку сопотського курорту – kurhaus).
Головною подією української спільноти в період після Другої світової війни був музичний фестиваль. Започаткований в Варшаві, надалі він проходив у Лісовій опері в Сопоті, вул. Станіслава Монюшка 12. Пам’ятним став Сопотський фестиваль 1989 року. На ньому був присутній перший вибраний на вільних виборах український депутат до сейму Володимир Мокрий. Фестиваль вийшов організаторам з-під контролю. Пролунала критика співробітництва керівництва УСКТ з владою. Українці викликали Мокрого щоб він публічно промовив. Тут же вперше в повоєнній Польщі з’явилися український прапор та гімн. На фестивалі виступила також гданська капела бандуристок «Відгомін». 

## Економіка
Найбільші корпорації:
- STU Ergo Hestia SA
- BEST SA

## Освіта
- Інститут океанології ПАН
- Університет соціальних та гуманітарних наук

## Відомі люди
- Зелінський Віктор Петрович ——  генерал-полковник, командувач Південною групою Армії УНР, дипломат.
- Павлюк Клим - консул УНР у Вільному місті Гданськ
- Клаус Кінскі — німецький актор театру і кіно
- Лех Качинський — президент Польщі
- Ярослав Качинський — прем'єр-міністр Польщі
- Януш Левандовський — депутат Європарламенту
- Еугеніуш Квятковський — економіст-реформатор, інженер-хімік, державний діяч
- Лех Валенса — почесний громадянин
- Северин Краєвський — почесний громадянин

## Міста-побратими
- Ашкелон, Ізраїль
- Мястко, Республіка Польща
- Нествед, Данія (1990)
- Рацебург, Німеччина
- Франкенталь, Німеччина (17 квітня 1991)
- комуна Карлсгамн, Швеція